# موتسامودو

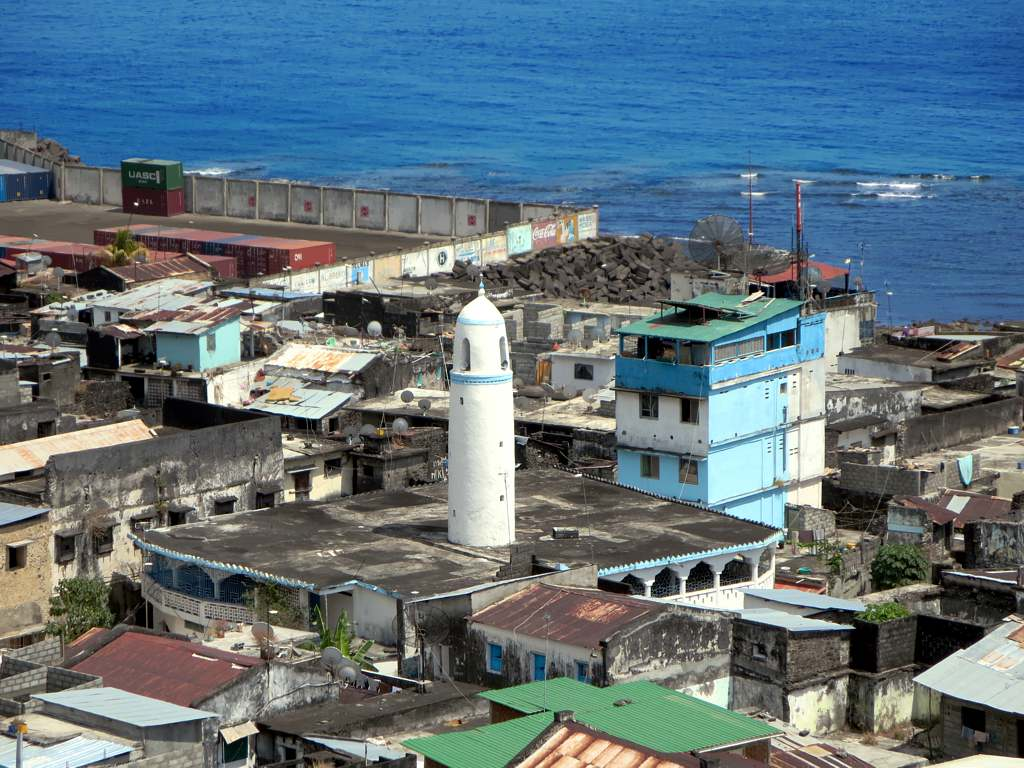
الجامع

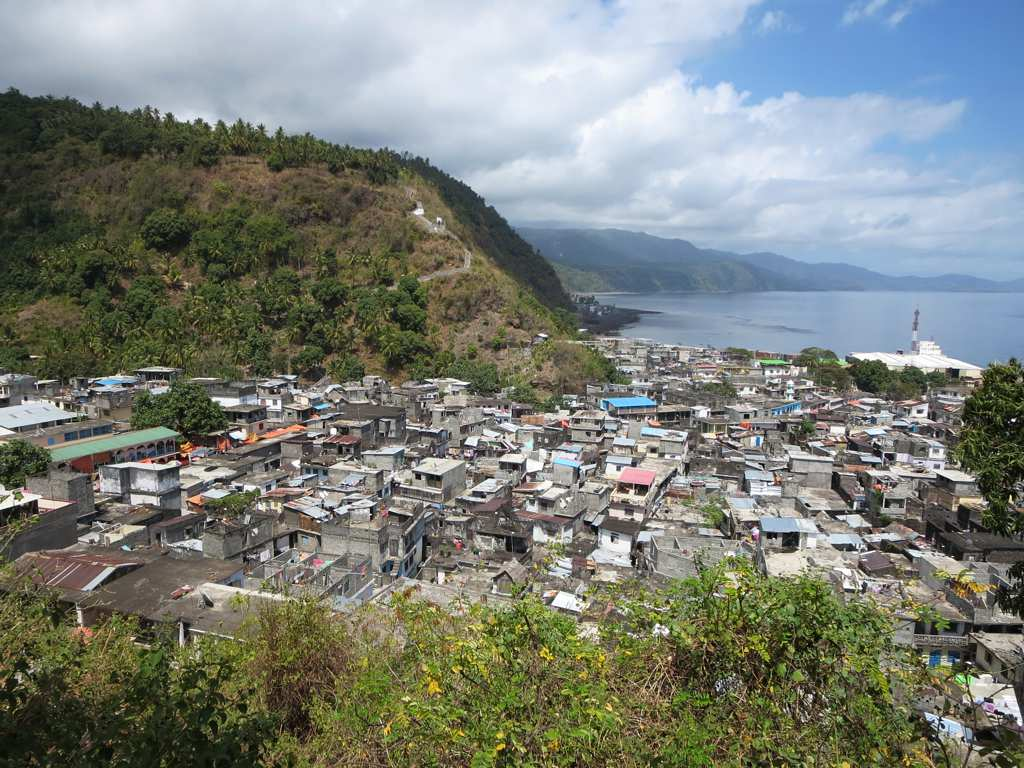

موتسامودو Mutsamudu ثاني مدن جمهورية جزر القمر، بنيت عام 1482م. ويبلغ عدد سكانها 24 ألف نسمة.
هي حاضرة جزيرة أنجوان، ومسقط رأس الرئيس السابق للاتحاد « سامبي ». تحتوي على قلعة قديمة وتتميز بشوارعها القديمة ومحلاتها الصغيرة ودكاكين الحرف اليدوية.
تتمتع بطقس مداري بحري، تتراوح درجات الحرارة بها بين 27 إلى 32 درجة مئوية على مدار السنة.

## أعلام
- أحمد سامبي
- أحمد عبده
- سعيد محمد جعفر